# La Roda
La Roda is een gemeente in de Spaanse provincie Albacete in de regio Castilië-La Mancha met een oppervlakte van 399 km². La Roda telt 15.748 inwoners (1 januari 2016).
La Roda is oorspronkelijk vooral een doorreisgebied, waar resten van verschillende volken zijn gevonden. De plaats heeft een belangrijke industriële sector en is bekend om de productie van verf.
Een traditioneel gerecht van La Roda zijn de miguelitos de La Roda, een soort koekjes gemaakt uit fijn bladerdeeg en geklopte room en bestrooid met poedersuiker. Deze worden op de jaarmarkt van Albacete verkocht.

## Demografische ontwikkeling
Bron: INE; 1857-2011: volkstellingen

## Geboren
- Guillermo García López (4 juni 1983), tennisser

Abengibre · Alatoz · Albacete · Albatana · Alborea · Alcadozo · Alcalá del Júcar · Alcaraz · Almansa · Alpera · Ayna · Balazote · Balsa de Ves · Barrax · Bienservida · Bogarra · Bonete · Carcelén · Casas de Juan Núñez · Casas de Lázaro · Casas de Ves · Casas-Ibáñez · Caudete · Cenizate · Chinchilla de Monte-Aragón · Corral-Rubio · Cotillas · El Ballestero · El Bonillo · Elche de la Sierra · Férez · Fuensanta · Fuente-Álamo · Fuentealbilla · Golosalvo · Hellín · Higueruela · Hoya-Gonzalo · Jorquera · La Gineta · La Herrera · La Recueja · La Roda · Letur · Lezuza · Liétor · Madrigueras · Mahora · Masegoso · Minaya · Molinicos · Montalvos · Montealegre del Castillo · Motilleja · Munera · Navas de Jorquera · Nerpio · Ontur · Ossa de Montiel · Paterna del Madera · Peñas de San Pedro · Peñascosa · Pétrola · Povedilla · Pozo Cañada · Pozo-Lorente · Pozohondo · Pozuelo · Riópar · Robledo · Salobre · San Pedro · Socovos · Tarazona de la Mancha · Tobarra · Valdeganga · Vianos · Villa de Ves · Villalgordo del Júcar · Villamalea · Villapalacios · Villarrobledo · Villatoya · Villavaliente · Villaverde de Guadalimar · Viveros · Yeste